# Kaledonie

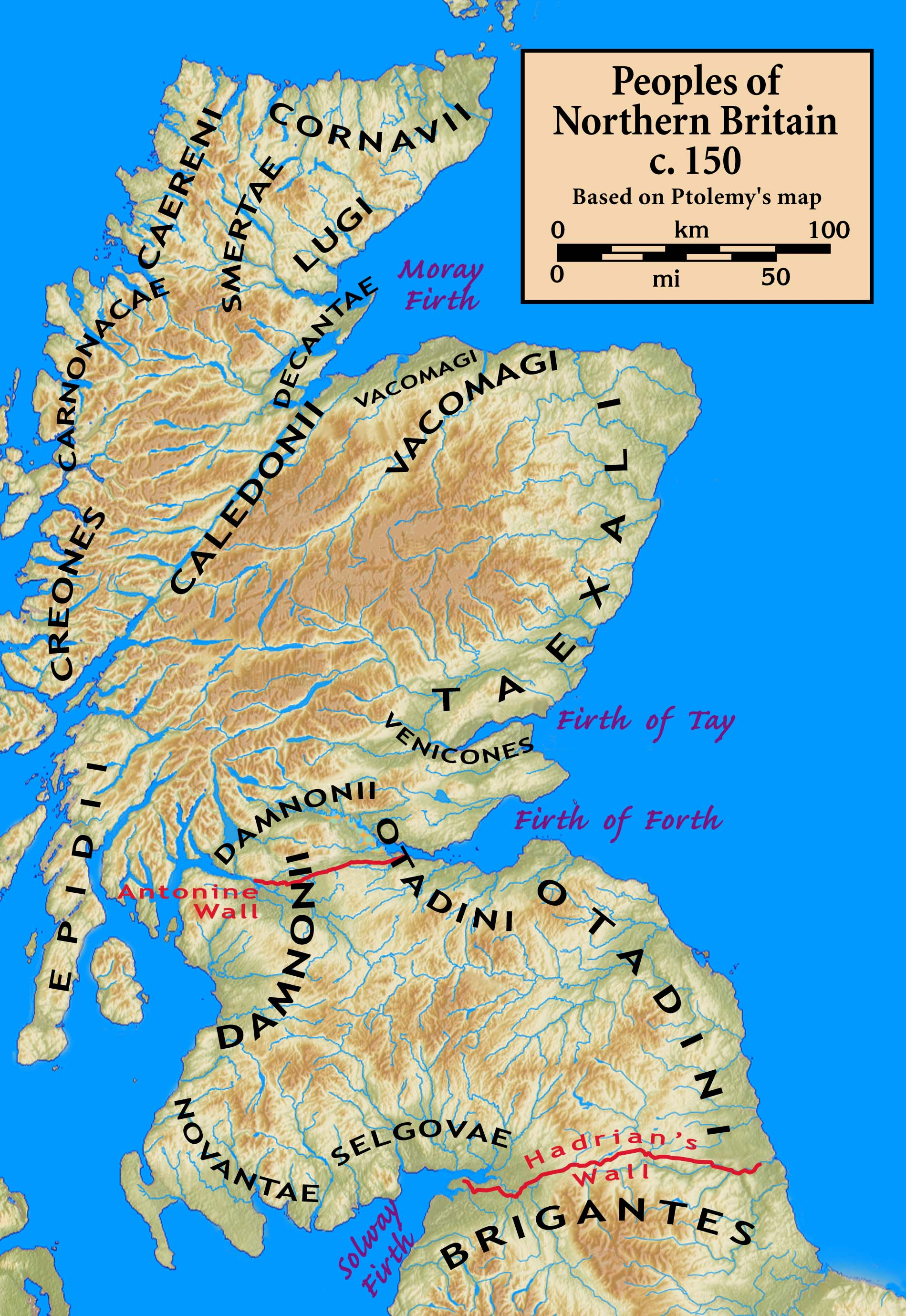
Kaledonie s vyznačením Antoninova a Hadrianova valu

Kaledonie je historický název pro severní území ostrova Velká Británie. Její jižní hranice je obvykle kladena do míst Antoniova valu ve Skotsku, případně až jižněji do míst valu Hadriánova na severním okraji Anglie.
V době římské říše název Caledonia, Plinius starší píše o „Kaledonském lese“ (Silva Caledonia), označoval část ostrova, která nebyla součástí provincie Britannia a tedy ani říše. Název zřejmě pochází od jejích obyvatel (Kaledonové) a má keltský základ kaled, „tvrdý“, „tuhý“.

V současné době se historický název „Kaledonie“ používá jako romantické, poetické označení Skotska. Se jmény odvozujícími se nebo nesoucími tento název se lze setkat po celém Skotsku, ale i Kanadě a jinde a to hlavně díky emigraci skotského obyvatelstva v době zámořských objevů.

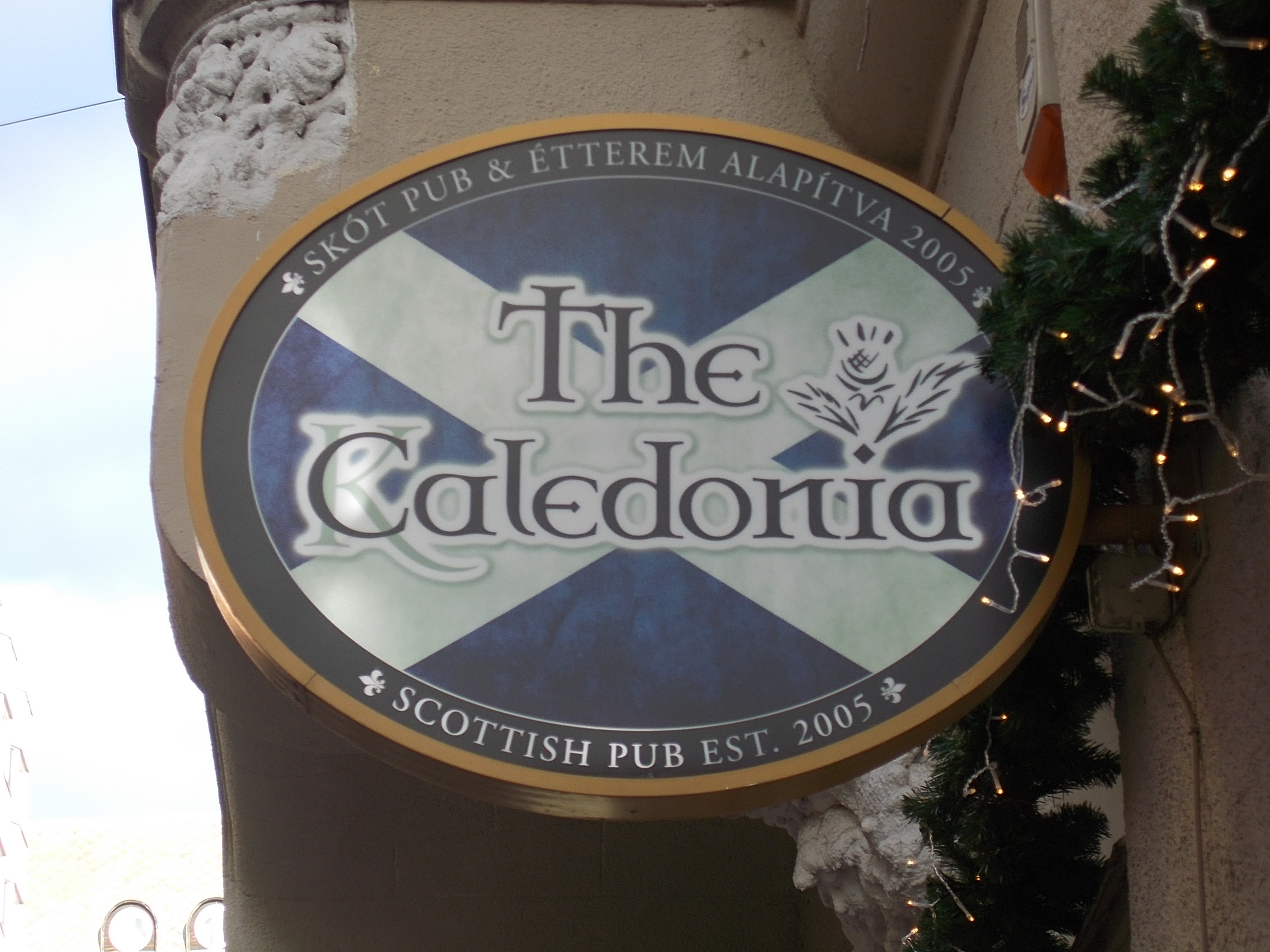
Skotský pub v Budapešti